# آرسن نرسیسیان
آرسن نرسیسیان (انگلیسی: Arsen Nersisyan؛ زادهٔ ۱۸ ژوئیهٔ ۱۹۸۷) اسکی‌باز آلپاین اهل ارمنستان است. او در بازی‌های المپیک زمستانی ۲۰۱۰ کانادا در رشته‌های مارپیچ کوچک و مارپیچ بزرگ برای ارمنستان مسابقه داد. نرسیسیان پرچمدار کاروان ورزشی ارمنستان در مراسم افتتاحیهٔ این مسابقات بود.